# مرام‌نامه
مرام‌نامه یا منشور اخلاقی (به انگلیسی: Code of conduct) سندی رسمی است، که اصول اخلاقی، هنجارها و ارزش‌های معنوی یک نهاد، شرکت یا گروه، در آن قید می‌شود. در این سند انتظاراتی که نهاد مذکور، از لحاظ رفتارهای اخلاقی، از اعضاء در نظر دارد نیز نوشته می‌شود. منشور اخلاقی مجموعه‌ای از قوانین است، که حاوی هنجارهای اجتماعی، وظایف و مسئولیت‌های مذهبی یا رفتارهای مناسب برای یک فرد می‌باشد.
از دیدگاه متخصصین سیستم‌های اداری، یک سازمان باید علاوه بر وظایف تشکیلاتی، فلسفه و رسالت اجتماعی نیز داشته باشد. منشور اخلاقی اغلب بر ۲ وجه استوار است؛ نخست کسانی که به‌عنوان مشتری یا ارباب‌رجوع یک سازمان، به‌صورت‌های مختلف با سازمان ارتباط دارند. بخش دوم افرادی هستند که ارائه خدمت به مراجعان را بر عهده دارند.
محورهای منشور اخلاقی بر پایه‌هایی استوار می‌باشد، که شامل؛ نظم و انضباط در محل کار، آراستگی ظاهری، وقت‌شناسی، برخورد خوب با ارباب رجوع و رعایت ادب، احترام و نزاکت، انجام امور بر اساس عدل و انصاف و انجام امور ارباب رجوع در کمترین زمان ممکن، می‌باشد. از دیدگاه منشور اخلاقی، خدمات‌دهندگان و خدمات‌گیرندگان با رعایت منشور اخلاقی در انجام هر چه بهتر امور، بر اساس ضوابط و مقررات در پویایی و رشد سازمان‌ها، نقش دارند.
Code of conduct  را البته بهتر است به عنوان نظام اخلاقی ترجمه کنیم؛ در حقیقت در علم اخلاق و فلسفه اخلاق، عده‌ای اخلاق را به‌معنای نظام رفتاری (‌code of conduct) یك گروه دانسته‌اند. به عنوان مثال اخلاق نازی یعنی نظام رفتاری مورد پسند نازی‌ها، و اخلاق مسیحی یعنی نظام رفتاری مورد قبول مسیحیان. یعنی به تعبیری این واژه به عنوان معنای اصطلاحی اخلاق تلقی شده است.
البته معانی دیگری نیز برای اخلاق ذكر شده است كه بسیار نزدیك به همین اصطلاح است. هر چند قیود و شرایط خاصی بر آن افزوده‌اند. مثلاً این تعریف كه اخلاق عبارت است از یك سیستم همگانی غیررسمی كه با همه انسان‌های عاقل سر‌و‌كار داشته، رفتار آنان را در ارتباط با دیگران كنترل و مهار می‌كند و مشتمل بر قواعد، آرمان‌ها و فضایل اخلاقی است و هدف آن نیز كاستن از رذایل اخلاقی است؛ یا این تعبیر كه «اخلاق دستگاهی از عقاید جاری در جامعه درباره منش و رفتار افراد آن است، درباره اینكه افراد آن جامعه چه رفتار و منشی باید داشته باشند».